# Stanislav Bojadžiev
Stanislav Bojadžiev (in bulgaro Станислав Бояджиев?; Sofia, 15 luglio 1945 – 19 aprile 2020) è stato un cestista e allenatore di pallacanestro bulgaro.

## Carriera
Con la Bulgaria ha disputato i Giochi olimpici di Città del Messico 1968.